# Estatua de Hans Christian Andersen
La estatua de Hans Christian Andersen es una escultura conmemorativa situada en Málaga, España. Fue realizada por José María Córdoba en el año 2005 por encargo de la Casa Real Danesa. La estatua se encuentra en la Plaza de la Marina del distrito Centro y representa al escritor sentando en un banco, en actitud relajada.
La obra conmemora la visita a Málaga del escritor en octubre de 1862, que recogió en su obra Viaje por España. De la ciudad de Málaga, Andersen llegó a escribir que «en ninguna otra ciudad española he llegado a sentirme tan dichoso y tan a gusto como en Málaga».